# Väinö H. Palojärvi
Väinö H. Palojärvi, finski general, * 13. junij 1894, † 10. junij 1955.